# Шульц, Михаил Михайлович (Герой Советского Союза)
 Михаи́л Миха́йлович Шульц  (9 мая 1924, Черемхово — 10 октября 1982, Железногорск) — советский военнослужащий, участник Великой Отечественной войны, Герой Советского Союза, помощник командира взвода 207-го гвардейского стрелкового полка (70-я гвардейская стрелковая дивизия, 13-я армия, Центральный фронт). Подполковник.

## Биография
Родился 9 мая 1924 года в городе Черемхово в семье шахтёра. В начале 1930-х годов семья переехала в город Прокопьевск Кемеровской области. После окончания средней школы работал чернорабочим, затем — токарем механического цеха шахты. В 1942 году призван в Красную Армию Прокопьевским ГВК.

#### Великая Отечественная война
С марта 1943 года воевал на Центральном фронте.
Помощник командира взвода 2-го стрелкового батальона 207-го гвардейского полка гвардии старший сержант Шульц особо отличился в боях при форсировании рек Днепр и Припять, расширении плацдарма на западном берегу реки Припять. Одним из первых переправившись через Припять в составе разведывательной группы, ночью отправился в разведку. Уничтожив пулемётный расчёт противника, захватил пулемёт. При дальнейшем продвижении был обнаружен солдатами двигавшегося обоза противника. Установив трофейный пулемёт, старший сержант Шульц открыл меткий огонь по врагу. Истребив 18 немцев, захватил и доставил в подразделение 2 подводы с боеприпасами и миномёт. 24 сентября 1943 года ефрейтор Шульц с фланга из своего пулемёта отбил 8 ожесточённых контратак противника на позиции батальона.
Указом Президиума Верховного Совета СССР от 16 октября 1943 года за успешное форсирование реки Днепр севернее Киева, прочное закрепление плацдарма на западном берегу реки Днепр и проявленные при этом отвагу и геройство гвардии старшему сержанту Шульц Михаилу Михайловичу присвоено звание Героя Советского Союза с вручением ордена Ленина и медали «Золотая Звезда».

#### Послевоенное время
После окончания войны продолжил службу в армии. В 1945 году окончил Ленинградское пехотное военное училище, в 1953 году — курсы усовершенствования офицерского состава. С 1961 года подполковник Шульц — в запасе. Жил и работал в Прокопьевске, затем — в Железногорске (Красноярский край).
Скончался 10 октября 1982 года. Похоронен в Железногорске.

## Награды
- Медаль «Золотая Звезда» (16.10.1943)[2][3];
- орден Ленина (16.10.1943);
- орден Отечественной войны II степени (03.09.1943)[4];
- медали.